# California State Route 233
La California State Route 233 è un'autostrada californiana, conosciuta con il nome di Robertson Boulevard. Si estende da nord a sud per 6,24 km, nella Contea di Madera. Comincia a nord distaccandosi dalla California State Route 152 e termina a sud con la California State Route 99.

## Gestione
Così come le Interstate, come le U.S. Routes e come le strade statali, la 'Strada statale 233 è gestita dal California Department of Transportation (CALTRANS).

## Principali inserzioni
Le principali inserzioni della State Route 233 sono:
 La California State Route 99 a Chowchilla;
 la California State Route 152 a Chowchilla.